# Alinja Arena
De Alinja Arena is een multifunctioneel stadion in Masazır, een stad in Abşeron, een district in Azerbeidzjan. 
Het stadion wordt vooral gebruikt voor voetbalwedstrijden. In het stadion is plaats voor 5.000 toeschouwers. De in 2017 opgerichte voetbalclub Sabah FC speelt in dit stadion.